# Fritz H. Cramer
Pour les articles homonymes, voir Cramer.
Fritz H. Cramer est un botaniste et paléontologue espagnol.